# Aeroportul Princeton
Aeroportul Princeton (IATA: PCT, FAA LID: 39N) este un aeroport din New Jersey, Statele Unite ale Americii ce deservește zona Princeton. Aeroportul a fost tranzitat în 2019 de 310 pasageri.
Situat la o altitudine de 39 m, aeroportul dispune de 1 pistă.

## Infrastructură

### Piste
Aeroportul dispune de o singură pistă. Pista 10/28 are suprafața de asfalt și dimensiunile 3.499 picioare × 75 picioare. 